# متلازمة عدم الحساسية للأندروجين
متلازمة عدم الحساسيّة للأندروجين  (AIS) هي مجموعة من الاضطرابات الخاصة بتنمية الجنس الناجمة عن طفرة في ترميز (تشفير) الجينات مستقبلات الاندروجين.(3) تتفاوت مجموعة الاضطرابات الناتجة طبقا لتركيب وحساسية المستقبل الشاذ. تنطوي معظم أنواع متلازمة حساسية الاندروجين (متلازمة هرمون التذكير) على درجات مختلفة من قصور التذكير و/ أو العقم في الأشخاص (س ص) من أي نوع من أنوع الجنس. للشخص المصاب بحالة متلازمة حساسية الاندروجين الكاملة (CAIS)، مظهر خارجي مثل الإناث، على الرغم من النمط النووي (46 س ص)، وعدم نزول الخصيتين، وهي الحالة التي كان يطلق عليها يوما «تأنيث الخصية» وهي عبارة تعتبر مهينة وغير صحيحة علي حداَ سواء.
ومنذ عام 1990، وسع التقدم العلمي الهام من الفهم الطبي ومن إدارة اليات الجزيئيات الخاصة بالسمات التحليلية لمميزات متلازمة حساسية الاندروجين، وأهم من ذلك، هو أن الجماعات المؤيدة لحالات ثنائيي الجنس قد زادت من الوعي العام ومن القبول بهم وفهم الطبيعة المتغيرة لهوية هذا النوع. وقد تأكدت الآن قيمة المعلومات العلمية والتفاصيل الدقيقة للمرضى، وأصبح الأطباء الآن لا يوصون تلقائيا بإجراء التصحيحات الجراحية التقليدية، واضعين في حسبانهم أنه خيار ممكن، إلا أنه لم يعد من الضروري التدخل الا في الحالات الغامضة.

## الحادثة وعلم الوراثة
تقترب حالات حدوث متلازمة حساسية الاندروجين (متلازمة هرمون التذكير) من حوالي 1 في 20000. نسبة حالات مقاومة الاندروجين الاقل درجة غير معروفة. فافترضت العديد من المصادر أن تلك الحالات قد تكون إما أكثر أو أقل شيوعا من متلازمة حساسية الاندروجين. وتشير الأدلة إلى أن العديد من حالات العقم الغير مبررة عند الذكور سببها يرجع إلى درجة متوسطة من اضطراب مقاومة الجنس.
ولان متلازمة حساسية الاندروجين تزيد من التضليل بين المظاهر الوراثية والمظهرية بين الجنسين، تم الاتفاق علي تخصيص (46، س س) للفردية الوراثية من الانثي، و (46، س ص)للفردية الوراثية من الذكر. ووفقا لهذه الاتفاقية، فإن أي شخص مصاب بمتلازمة اضطراب مقاومة الجنس يبدو أنثوي المظهر مع النمط الوراثي الصبغي (46، س ص).
وترتبط متلازمة حساسية الاندروجين بحدوث طفرات في مستقبلات الاندروجين في الجينات البشرية التي تستقبل الاندروجين، والتي توجد في (Xq11 -12)(مثال الكروموسوم (اكس). وبالتالي، فهي تتسم بالركود، مما يتسبب في ندرة الجين الذكوري (46 ص ص).

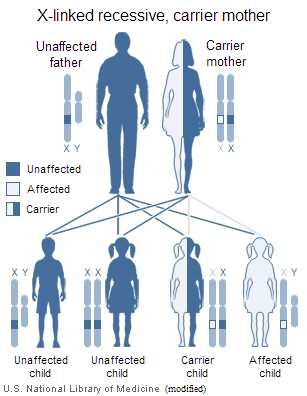
المتنحية الوراثية المرتبطة بالجنس.

وعلي كل قد تحمل النساء ذوات الجين (46، ص ص) اللاتي لديهن نسخة فردية من تحور الجين مستقبل الاندروجين، وراثيا متلازمة حساسية الاندروجين، وتكون فرصة اصابة أطفالهم ذوي الجين (46 س ص) جين الذكور بهذه المتلازمة هي (50 ٪). وكما هو الحال في إصابة حالات أخرى تظهر بعض المظاهر وقد تبدو علي النساء الحاملات للمرض بعض الصفات الثانوية لحالة؛ متلازمة حساسية الاندروجين، وغالبا ما تكون علي هيئة قلة شعر الإبطين والعانة، وانخفاض معدل حب الشباب العادي خلال فترة المراهقة.
ورث معظم الأفراد الذين ولدوا بمتلازمة حساسية الاندروجين الكروموسوم المفرد (X) مع الجينات المعيبة لها من والدتهم، ولربما لديهم أشقاء يعانون من نفس الاضطراب. يرث الأشقاء بصورة عامة تأثير الطفرات على نحو مماثل، على الرغم من الاعراض المختلفة التي قد تظهر من حين لآخر بسبب نفس الطفرة. (يتوفر الآن فحص الناقل للأقارب عند حدوث حالة وعندما يتم تشخيص متلازمة حساسية الاندروجين في أحد أفراد العائلة.)
وقد تم تسجيل أكثر من 100 طفرة تسبب أشكال مختلفة من متلازمة حساسية الاندروجين. الشكل الأكثر اعتدالا من متلازمة حساسية الاندروجين، تتسبب في حدوثه (4 و 5 في القائمة أدناه) طفرة بسيطة في مغلوط المعني، مع رامزة احادية / فرق أحادي الفرق من الأحماض الأمينية، في حين أن الاشكال التامة والقريبة من التامة تنتج عن الطفرات التي لها تأثير أكبر على شكل وبنية البروتين. حوالي ثلث الحالات من متلازمة حساسية الاندروجين هي طفرات جديدة ليست من الأسرة. وذكرت المصادر أن احدي حالات متلازمة حساسية الاندروجين الكاملة CAIS، تعزي إلى خلل مساعد التفعيل AF-1 (وليس الجين مستقبل الاندروجين نفسه).(5)

## الوظيفة العادية للاندروجنيات ومستقبلات الاندروجين
يبدأ فهم الآثار المترتبة على حساسية الاندروجين بتفهم الآثار الطبيعية لهرمون التستوسيترون في التطورات التي تحدث عند الإناث والذكور. {7} الاندروجينيات الثديية الرئيسية هي التستوستيرون وهي أكثر فعلا للتأيض، ولهدرجة التستوستيرون (DHT).
مستقبل الاندروجين (AR) هو بروتين به كمية كبيرة من الأحماض الامينية التي لا تقل عن 910. يتكون كل جزيء من جسيم البروتون الذي يربط بين الاندروجين وبين جزء من اصبع الزنك التي تربط الحمض النووي في مناطق السترويد الحساسة في الكروماتين النووي، ومنطقة التحكم بالنسخ.
ينتشر التستوستيرون من توزيع الدم إلى سيتوبلازم الخلية المستهدفة. ويتأيض بعضه الي استراديول بينما يخفض بعضه إلى ثنائي هدروتيستوستيرون (DHT)، ويظل بعضه هرمون تستوستيرون (T). يمكن للتيستوستيرون T وثنائي الهيدروتستوستيرون DHT علي حداَ سواء ان يرتبطا وينشطا مستقبلات الاندروجين ومن خلال ذلك يكون تأثير DHTأقوى وطويل الأمد. بما ان الهدروتيستوستيرون DHTأو التيستوستيرون يرتبط بمستقبل الاندروجين، يلتصق جزء من البروتين. من خلال الجمع بين عنصر مستقبل الاندروجين وثنائي الهيدروتيستوستيرون يثنوي من خلال الجمع بين AR-DHT مع عينة ثانية، وكلاهما يتم تحويله إلي فوسفات عضوي ويتحرك كامل المجمع إلي نواة الخلية، ليتم ربطه بعناصر استجابة الاندروجين في المنطقة الحساسة من جينات الاندروجين المستهدفة. فيتم تضخيم عملية تأثير النسخ أو تثبيطها عن طريق المفعلات المساعدة أو التميمات الكاظمة.
وعلى الرغم من أنه يمكن إنتاج هرمون التستوستيرون مباشرة وغير مباشرة من المبايض ومن الغدد الكظرية في الحياة لاحقا، فان المصدر الرئيسي لهرمون التستوستيرون في حياة الجنين المبكرة هو الخصيتين، ويلعب دورا رئيسيا في التمايز الجنسي البشري. قبل الولادة، يقوم التستوستيرون بتحفيز الخصائص الأساسية للجنس الذكوري. وفي سن البلوغ يكون التيستوستيرون هو المسؤول الأول عن السمات الجنسية الثانوية للذكور.
- انظر مقالة التستوستيرون لمناقشة وافية لمصادر الاندروجين ودور التستوستيرون في معدل التنمية البشرية.
- انظر ملخص الاختلاف الجنسي والنظرة العامة الأكمل عن الاختلاف الجنسي الإنسان والفروق البيولوجية بين الجنسين.

## العيوب في مستقبلات الاندروجين
وأكثر الأسباب شيوعا لمتلازمة حساسية الاندروجين هو نقطة التحول في الجينات مستقبلات الاندروجين مما يؤدي إلى خلل مستقبلات البروتين التي تكون غير قادرة على ربط الهرمون أو ربط الحمض النووي.(9)

### آثار هرمون التستوستيرون ما قبل الولادة في 46 س ص
وجود الجين SRY، في حالة جنين طبيعي ذي نمط نووي 46 س ص، يحث الخصيتين كي تتشكل في الحافات التناسلية في بطن الجنين، بعد بضعة أسابيع من الحمل. عند اكمال الحمل 6 أسابيع لانكون قادرين علي تمييز الأعضاء التناسلية للأجنة س ص وص ص، فالاجنة ما تزال يتعذر تمييزها، وتتضمن ذر صغير تحت النمو من نسيج له القدرة علي أن يصبح فطحل قضيب، وافتتاح خط منتصف بولي تناسلي يحيط بها طيات الجلد قادر أن يصبح إما شفري فرج المرأة أو كيس الصفن. وبحلول الأسبوع السابع تبدأ خصيتي الجنين في إنتاج هرمون التستوستيرون وإطلاقه في الدم.
يعمل التستوستيرون مباشرة، مثل DHT على الجلد والأنسجة البشرية للمنطقة التناسلية وبعد 12 أسبوع من الحمل، يكون قد أنتج ذكرا يمكن التعرف عليه، مع نمو القضيب وفتح فتحة مجرى البول، ودمج الغلاف العصبي حول الشرج وخفف الي كيس صفن جاهز لتكوين لتكوين الخصيتين. تشير الدلائل إلى أن «إعادة تشكيل» الأعضاء التناسلية هذه، يمكن أن يحدث فقط خلال هذه الفترة من حياة الجنين، وإذا لم تكتمل في حوالي 13 أسبوعا، فلن يتحرك أي قدر من هرمون التستوستيرون في وقت لاحق من خلال فتحة مجرى البول أو فتحة المهبل.
يتم معرفة الاثر الرئيسي لهرمون التستوستيرون وDHT، خلال الفترة المتبقية من الحمل، وهو استمرار نمو القضيب ومشتقاته الداخلية (جزء من البروستاتاوالبربخ والحويصلة المنوية«الاسهر»).

### آثارهرمون التستوستيرون في الأطفال الرضع نمط 46 س ص.
تكون مستويات هرمون التستوستيرون منخفضة عند الولادة، ولكنها ترتفع في غضون أسابيع، في ما تبقى من في مستويات البلوغ الطبيعي للذكور لحوالي 2 أشهر قبل أن ينخفض إلى أدنى مستويات، في مرحلة الطفولة. الوظيفة البيولوجية لهذا الارتفاع غير معروف. وتفترض البحوث الحيوانية دور المخ في هذا الاختلاف.

### آثار هرمون تستوستيرون في البلوغ عند الأطفال جين 46 س ص
الكثير من التغيرات الجسدية التي تحدث لدي الجنسين في وقت مبكر من سن البلوغ هي: زيادة رائحة الجسم - نوع البلوغ وزيادة زيتية الجلد والشعر وحب الشباب وشعر العانة وشعر الإبطين، والشعر أعلي الشفة العليا ونمو شعر خفيف عند الخدين.
خلال عملية البلوغ تظهر الخصائص الجنسية الثانوية في وقت لاحق.و عند الذكور تكون كلها تقريبا بسبب الاندروجين (استمرار نمو القضيب ونضوج الأنسجة وتكون المني وزيادة الخصوبة واللحية، وغلظة الصوت، ونمو عضلات الفك وظهور شعر الجسم وزيادة قوة العظام). تعزي التغيرات الكبري التي تحدث للذكور عندالبلوغ إلي هرمون استراديول الذي يسارع النمو، ويغلق الكردوسي، ويوقف النمو، والتثدي.(إذا حدث ذلك)

## التغيرات الناتجة عن حساسية الاندروجين (هرمون التذكير)
على الرغم من أنه تم اكتشاف العديد من التغيرات المتميزه، إلا أن المظاهر المكتشفة قد قسمت الي ستة أنماط ظاهرية، والتي تتوافق تقريبا مع تزايد كميات اثار الاندروجين بسبب زيادة استجابة الأنسجة. وينبغي التأكيد على أن بعض الأشخاص المصابين، سيكون لهم مظاهر تقع بين الأنماط الظاهرية الموصوفة.
1. حالة متلازمة حساسية الاندروجين الكاملة (CAIS): هي جسدانثي تماما باستثناءعدم وجود الرحم وقناتي فالوب أو المبيض بينما الخصيتين في البطن مع الحد الأدنى من مظاهر شعر سن البلوغ (شعر العانة أو الإبطين).(11)
2. وفي الحالة الجزئية أو غير الكاملة لمتلازمة حساسية الاندروجين. (PAIS): يكون الجسم إما ذكر أو أنثى، مع أعضاء تناسلية مسترجلة قليلا أو مع قضيب صغير والخصيتان في البطن وشعر متناثر الي الشعر المذكر العادي. {12}

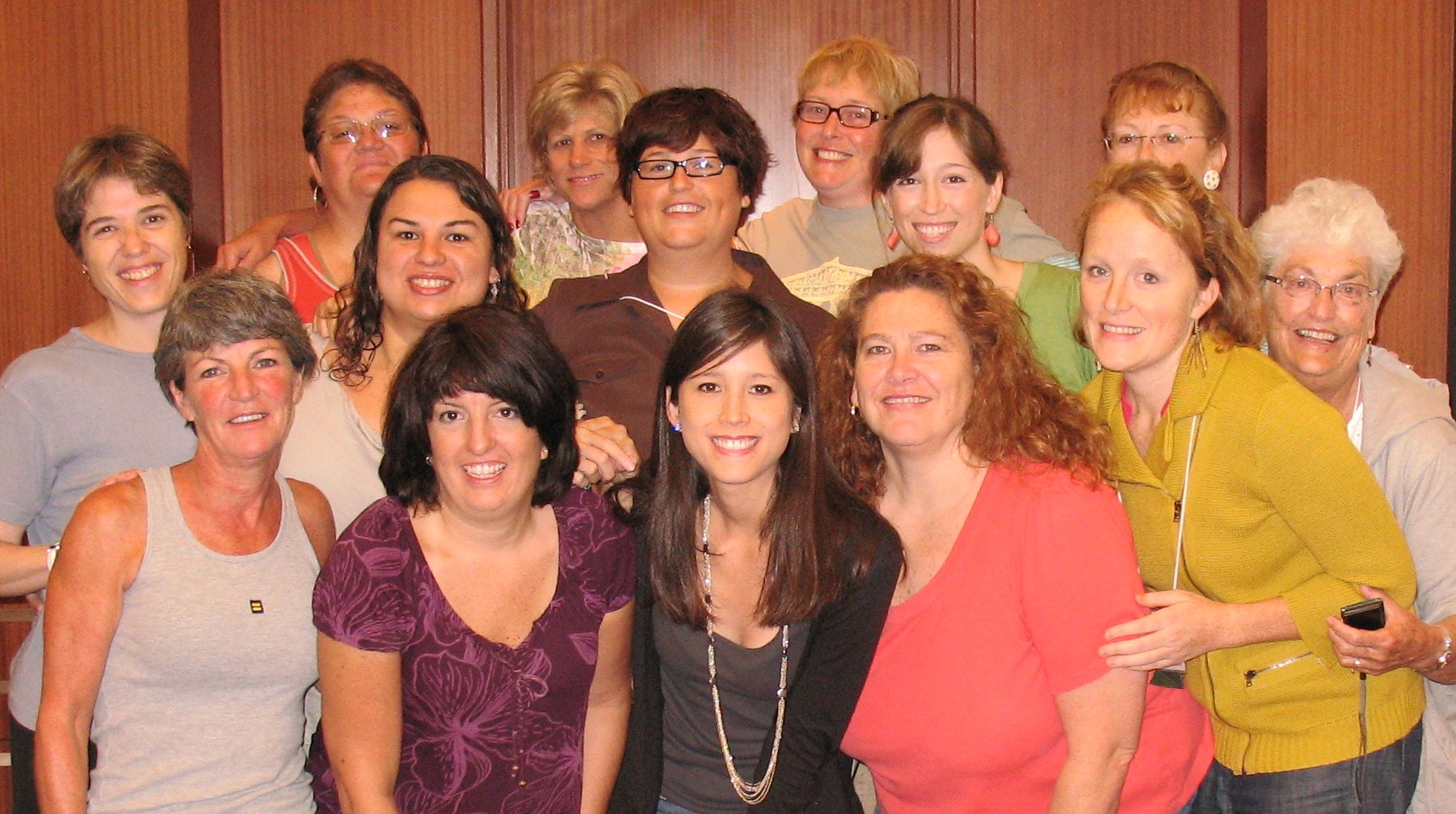
المرأة مع متلازمة حساسية الاندروجين وحالات D S D ذات العلاقة.

3. متلازمة رايفتنسستاين (نقص حساسية مستقبلات التستوستيرون): يكون الشخص غامض الأعضاء التناسلية وقد تكون هناك عدد من الخصي الصغيرة في البطن، أوفي كيس الصفن، مع تناثر الشعر الاندروجيني العادي والتثدي في سن البلوغ. {14}
4. متلازمة عقم الذكور: أعضاء تناسلية ذكرية طبيعية داخليا وخارجيا؛ جسم ذكر عادي أو من الممكن أن يكون المظهر خنثوي (خنوثة انثوية كاذبة)، أو استرجال عادي وشعر طبيعي، مع انخفاض إنتاج الحيوانات المنوية وانخفاض الخصوبة أو العقم. {15}
5. متلازمة نقص خصوبة الذكور: وجودأعضاء تناسلية ذكرية داخلية وخارجية مع قضيب صغير، الخصيتان في كيس الصفن؛ شعر أندروجيني عادي، عدد الحيوانات المنوية والخصوبة طبيعي أو أقل. {16}
6. يرتبط بضمور العضلات والعمود الفقري، الجسم يشبه جسم الرجل العادي أو الطبيعي من حيث التكوين والخصوبة، نسبة التثدي مبالغ فيها بالنسبة للمراهقين مع بداية مرض تنكسية العضلات عند الكبار. {18}

### الإصابة الكاملة بمتلازمة حساسية الاندروجين
المصابين بالحالة الكاملة لمتلازمة حساسية الاندروجين CAIS، هم عموما من الفتيات أو النساء مع وجود خصي داخلية، ونمط جيني 46 س ص ويتمتعن بهيئة النساء العادية من حيث المظهر الخارجي، مع بعض الاستثناءات. لا تكون فتحة المهبل عميقة كما يجب، وليس هناك مبايض أو رحم - وبالتالي لا يوجد حيض أو خصوبة. وهوية هذا النوع تكون عادة من النساء.

#### أعراض الحالة الكاملة لمتلازمة حساسية الاندروجين CAIS
إذا كان جنين 46 س ص لا يستجيب لهرمون تستوستيرون أو DHT، تكون الجوانب غير الاندروجينية في تطور الذكور قد بدأت تحدث من حيث تشكيل الخصيتين وإنتاج هرمون تستوستيرون ومضادات هرمون مولر (AMH) عن طريق الخصيتين، وقمع قنوات مولر. تظل الخصيتان عادة في البطن، أو تتنقل من حين الي اخر في القناة الإربية، ولكن يمكن أن تذهب إلى أبعد من ذلك لأنه لا يوجد كيس صفن. فرضية أن مضادات هرمون مولر تمنع الرحم والمهبل العلوي من التشكل. الخصيتيان هما مصدراإنتاج هرمون التستوستيرون في الذكور وال DHD، ولكن لا يحدث التمايز الجنسي. تفشل معظم البروستاتا وغيرها من القنوات التناسلية الداخلية في التشكل بسبب قصور وظيفة هرمون التستوستيرون. وهناك أشكال المهبل الضحلة التي عادة ما تحيط بها أشفار متشكلة. يظل النسيج القضيبي صغيرا ويصبح مثل البظر. يبدو مظهر الطفل المصاب بالحالة الكاملة لمتلازمة حساسية الاندروجين CAIS عند الولادة كفتاة مثالية، مع عدم وجود سبب للاشتباه في وجود تناقض النمط النووي ومستوى هرمون التستوستيرون أو عدم وجود الرحم.
النمو في مرحلة الطفولة أمر طبيعي، وتضارب النمط الجيني يظل غير متوقع، إلا إذا اكتشف قطع الاربية لتكون خصية أثناء عملية إصلاح جراحية لفتق في الاريبة أو استئصال الزائدة الدودية، أو عملية جراحية مصادفة أخرى.
وفي سن البلوغ يبدأ يميل قليلا أكثر الي الفتيات. تعطي الغدة النخامية إشارة البدء للخصيتين لإنتاج التستوستيرون، بكميات مبالغ فيها أكثر كثيرا مما يحدث في الأولاد ويبدأ في الظهور في الدم. يتحول بعض التستوستيرون إلي استراديول، الذي يبدأ بحث الثدي علي النموء الطبيعي. يحدث إعادة التشكيل الطبيعي للحوض وإعادة توزيع الدهون في الجسم كما يحدث في بقية الفتيات. يظهر شعر قليل أو لا يوجد شعر عانة أو أي شعر أندروجيني أخر، وفي بعض الأحيان يكون ذلك مصدرا للقلق أو الخجل. حب الشباب أمر نادر الحدوث.
وعادة يحدث الحيض بعد نحو عامين من نمو الثدي، ولا تبدأ المخاوف عادة حول نقص فترات الدورة الشهرية الا عندما تبلغ الفتاة 14 أو 15 سنة من العمر. عند هذه النقطة فقط، يبدأ الأطباء المخضرمين التشخيص من اختلاف الثدي / الشعر. يتم تشخيص متلازمة مقاومة الاندروجين الكاملة عن طريق اكتشاف مستوى هرمون التستوستيرون عند البالغين الذكور، النمط الجيني 46 س ص، وضحالة الفرج وعدم وجود عنق الرحم أو الرحم.
قياسات الهرمون لدي الفتيات البالغات والنساء المصابات بالحالة الكاملة CAIS لمتلازمة نقص الاندروجين، والحالة شبه الكاملة PAIS لمتلازمة حساسية الاندروجين، متشابهة، وتتميز باجمالي مستويات التستوستيرون في الذكر الاعلي، بدلا عن مجموعة الإناث، وترتفع مستويات الاسترادول قليلا عن مجموعة الإناث، وتكون مستويات FSH طبيعية ومستوي تغليف هرمون الغلوبولين الجنسي في المدي النسائي، وربما يكون هناك ارتفاع معتدل في مستويات AMH، وتكون مستويات DHT في مدي الذكور الطبيعيين في حالة CAIS، ولكن قد ورد أنه في الحالة شبه الكاملة لمتلازمة حساسية الاندروجين PAIS يكون في مدي الذكور الاقل. تفسير مستويات الهرمون في الأطفال الرضع أكثر تعقيدا، ولا يمكن تلخيصها بسهولة لهذه المادة. أصبح اختبار مستقبلات الاندروجين متاحا تجاريا، ولكن نادرا ما يحتاج له في تشخيص الإصابة الكاملة وشبه الكاملة من متلازمة حساسية الاندروجين.
تميل النساء الكبار المصابات بمتلازمة حساسية الاندروجين الي الطول أكثر من المتوسط، وذلك أساسا بسبب تأخر سن البلوغ. ويقال إن نمو الثدي يكون من متوسط إلى فوق المتوسط. عدم القدرة على الاستجابة للأندروجين يمنع نمو بعض الشعر المعتاد لدى النساء الكبار، بما في ذلك شعر العانة والابطين وشعر الشفه العليا. في المقابل، يظل شعر الرأس ينمو نمواأكثر من المتوسط، دون تراجع فروة الرأس لتصبح رقيقة مع تقدم العمر. تتفاوت ضحالة المهبل، وقد تسبب أو لا تسبب صعوبات ميكانيكية أثناءالجماع. على الرغم من نمو الخصيتين على نحو غير جيد ما قبل البلوغ، إذا لم تتم إزالتها، تكون الخصيتان لدى البالغين المصابين اصابة كاملة بمتلازمة حساسية الاندروجين تصبح مميزة على نحو متزايد مع الخلايا مولدة المني والخلايا النطفية، وعدم تكون الحيوانات المنوية.

#### تشخيص الظروف الإصابة الكاملة بمتلازمة حساسية الاندروجين
ويتم تشخيص معظم حالات الإصابة الكاملة يمتلازمة حساسية الاندروجين في الحالات التالية.
1. سحب عينة من سائل المشيمة قبل الولادة يكتشف النمط النووي للذكور الذي لا يتم اكتشافه بالموجات فوق الصوتية، أو مظهرالإناث الواضخ عند الولادة.
2. اكتشاف وجود تورم في القناة الإربية المفترض أن تكون الخصية.
3. عملية جراحية في البطن للقيام بإصلاح الفتق الإربي، عملية التهاب الزائدة الدودية، أو أي سبب آخر يكشف وجود الخصيتين أو عدم وجود الرحم والمبايض. وحتى في حالة عدم وضوح وجود نتوء في الاربية، وجد أن 1 ٪ من الفتيات اللائي قمن بعملية جراحية لفتق الاربية مصابات بمتلازمة حساسية الاندروجين.
4. وجود النمط النووي س ص. حيث أجري الفحص لأسباب أخرى.
5. الفتاة أو الأسرة التي تسعى لتقييم تأخر الحيض (انقطاع الطمث الابتدائي).
6. المرأة التي تسعى لمعرفة أسباب صعوبة الاتصال الجنسي.
7. المرأة تسعى لمعرفة أسباب العقم.
8. يتم التأكد من تشخيص الإصابة بمتلازمة حساسية الاندروجين (AIS) عن طريق تحديد الطفرة المفاجأة في اللواقح المتوقع أن تؤثر سلبا علي وظيفة الجين مستقبل الاندروجينAR). {21}

#### جوانب العلاج الطبي لمتلازمة حساسية الاندروجين
الجوانب الأخلاقية للتشخيص هي : (1) تاريخ حجب المعلومات من المرضى الذين يعانون من أشكال مختلفة من اعتلال الصحة الإنجابية على أساس افتراض أن الأطباء كانوا أكثر قدرة على تحديد ما هو في مصلحة المريض، (2) مبدأ الموافقة المستنيرة ويؤكد حتمية أخلاقية للكشف عن مثل هذا التشخيص للمريض، وفي حالة القصر، المشاركة في صنع القرار يعتمد علي مفهوم «موافقة» بما يتناسب مع القدرات التنموية، و (3) إلى أي مدى وجود طبيب لديه المسؤولية المزدوجة للحفاظ على السرية وإبلاغ أعضاء آخرين في الأسرة التي قد تكون معرضة للخطر لكونها المتضررة من شرط أو لإحالتها إلى ذريتهم.
بالنسبة للآخرين ما يلي :
تفسير حساس ودقيق.
الحاجة إلى إشارة صريحة مثل الخطوة الأولى التي هي الاهتمام بأي مرض أو تمايز غير مرغوب فيه يحتمل يعكس صعوبة التي يشعر بها الأطباء في تفسير وجود الخصيتين إلى الفتاة المراهقة، فضلا عن عدم الارتياح في الرعاية الطبية في الماضي التي أعرب عنها عدد كبير من النساء عند الإصابة الكاملة بمتلازمة حساسية الاندروجين.
تقديم المشورة والإحالة إلى شبكة الدعم
وينبغي أن تدرج في توصيات نشرت الإرشاد لإدارة مرض الإصابة الكاملة بمتلازمة حساسية الاندروجين CAIS العديد من النساء عند الإصابة الكاملة بمتلازمة حساسية الاندروجين تجد قيمة في إجراء اتصالات مع غيرهم من المتضررين بالمرض مثلهن. الإنترنت يوفر الآن بعض أساليب بسيطة من هذا الدعم (فريق دعم متلازمة حساسية الاندروجين بالولايات المتحدة الأمريكية (AISSG))، (فريق دعم متلازمة حساسية الاندروجين بالمملكة المتحدة (AISSG))، (المجموعات الاخري مثل منتدى جماعة دعم متلازمة حساسية الاندروجين والمنتدى الجزئي لدعم متلازمة حساسية الاندروجين).
توسيع المهبل
وبالنسبة للنساء اللواتي لديهن مشكلة ضحالة المهبل يتم توسيعه، عن طريق التمدد الذاتي، في بعض الأحيان يتم إجراء جراحة عن طريق إنشاء مهبل للبالغين ولكنها تحمل مشاكلها المحتملة الخاصة.
'
حكم المنسل (غدة تناسلية)
وقد التوقيت الأمثل لإزالة الخصيتين قضية نقاش في أغلب الأحيان من قبل الأطباء، على الرغم من ما إذا كان هناك ضرورة لذلك. ميزة الاحتفاظ عادة بالخصيتين داخل البطن)(حتى بعد سن البلوغ هو أن تغييرات البلوغ ستحدث «بشكل طبيعي» من دون العلاج بالهرمونات البديلة. يحدث هذا لأن التيستوستيرون الذي تنتجه الخصيتين يتحول لهرمون الاستروجين في أنسجة الجسم وهي عملية تعرف باسم الارمتة أي التحول إلي مركب آروماتي.
والحجة الرئيسية لإزالة ما تبقى هو أن الخصيتين في البطن طوال حياته قد تطور أورام حميدة أو خبيثة، وتمنح فائدة لا تذكر. خطر سرطان الخصية في حالات الإصابة الكاملة بمتلازمة حساسية الاندروجين يكون أعلى من ذلك الذي يحدث مع الرجال الذين ظلوا الخصيتين في البطن، وحالات نادرة من سرطان الخصية التي تحدث لدى المراهقين بحالات الإصابة الكاملة بمتلازمة حساسية الاندروجين تم إثباتها. وللأسف فإن الندرة في حالات الإصابة الكاملة بمتلازمة حساسية الاندروجين وقلة عدد النساء اللواتي لم تتح لهن إزالة الخصيتين جعل خطر الإصابة بسرطان يصعب قياسها كما. تشير الدلائل إلى ان النساءالمصابات بالحالات الكاملة وشبه الكاملة لمتلازمة حساسية الاندروجين اللواتي يحتفظن بالخصيتين بعدالبلوغ، يتعرضن بنسبة 25 ٪ للإصابة باورام حميدة (غير ضارة) وبنسبة 4-9 ٪ بورم خبيث.
وهناك أيضا مسألة ما إذا كان التقدم الطبي قد يتمكن من جعل نسيج الخصيتين في موضع يمكِّن من استخدام بويضة مانحة لانجاب طفل عن طريق التلقيح الاصطناعي المرتبط وراثيا بنمطي الوراثة س ص لدى المرأة. وفي حالة ازالة الخصيتين تفقد هذه الفرصة إلى الأبد، ما لم تحفظ بطريقة ما، وعلى كل، أظهرت الدراسات أن الخصي الغير قادرة علي النزول، غالبا ما تكون غير قادرة على إنتاج حيوانات منوية قابلة للحياة، حيث أن خلايا سيرتولي التي تنتجها، لا تعيش عند درجات حرارة الجسم الداخلية العالية - ولذلك وجد كيس الصفن عند الذكور. بعيدا عن ذلك عن، هناك عدد كبير من النساء المصابات بالحالة الكاملة لمتلازمة حساسية الاندروجين ذكروا أنهم أبدا لم يشعروا بنفس الشعور بعد استئصال الغدة التناسلية مثل الشباب البالغين، وأنهم فقدوا رغبتهم الجنسية... الخ. ومن المزايا الأخرى التي توفرها الخصيتين في حالة الإصابة الكاملة بمتلازمة حساسية الاندروجين الكاملة، هو الاستراديول الذي ينتج من هرمون تستوستيرون. ورغم أن هذا يمكن أن يقدم صيدلانيا في مرحلة ما استئصال الغدة التناسلية. يجد العديد من النساء المصابات بالحالة الكاملة لمتلازمة حساسية الاندروجين صعوبة في التكيف مع (HRT)الاصطناعي، وندمن على فقدان مصدر الاستروجين الطبيعي.
استبدال الاستروجين
وبمجرد إزالة الخصيتين يحتاج الي تناول الاستروجين من أجل دعم عملية البلوغ ونمو العظام. واكتمال النمو. ضمن تحضيرات الاستروجين المتاحة، تلاقي الرقعات عبر الادمة شعبية كبيرة، بما أنه لا يوجد رحم، لا يعتبر وجود البروجسترون ضروريا.
ترقق العظام
يبدو ان النساء المصابات بمتلازمة حساسية الاندروجين الكاملة انهم معرضات للإصابة أعلى من متوسط خطر ترقق العظام (هشاشة العظام) ولكن، من المحتمل ليس بميل يرتبط بكسر متزايد. انخفاض كثافة العظام ليست دائما لها علاقة دائمة بإتباع نظام متواضع من العلاج التعويضي بالهرمونات أو إلى توقيت استئصال الغدة التناسلية. كان قد تردد أن نقص الاندروجين يمكن أن يكون عاملا مساعدا، لأن المرأة في حالة الإصابة بمتلازمة حساسية الاندروجين الجزئية تبدو أفضل قليلا في هذا الصدد. هناك حاجة إلى مزيد من البحوث في هذا المجال.

#### الاسترشاد بالمعلومات الوراثية
عندما يتم تشخيص امرأة مصابة بالحالة الكاملة أو الجزئية لمتلازمة حساسية الاندروجين، تحال الي خبير في علم الوراثة، الذي قد يكون له مبرر لشرح الآثار المترتبة على ربط توارث المتنحية، * من المرجح أن تكون والدة المرأة المصابة بمقاومة حساسية الاندروجين ناقل غير متأثر للجين على واحد من الكروموسومات اكس.
- الأم التي تحمل هذا الخلل تنقله في المتوسط إلى 50 ٪ من أطفالها، سواء س س أو س ص. الذين يحملون هيئة س ص ص، يكونون بالمثل ناقلين غير متأثرين، الذين بإمكانهم نقله إلى الأجيال المقبلة. أولئك الذين لهم هيئة س ص، يملكون شروط النقل، ولكن بما أنهم مصابون بالعقم، لن يمكنهم من تمرير تمريره.
- وإذا كانت الأسرة كبيرة، قد يوجد بعض الافراد الآخرين الذين يحملون أو مصابون بمرض متلازمة حساسية الاندروجين. والعديد من النساء المصابات بمتلازمة حساسية الاندروجين يكن قادرات على تحديد أقارب الأم المتضررين، مثل الخالات أو خالات الام.
- يمكن الآن كشف الناقل عن طريق اختبار الجينات .

وهناك نسبة ضئيلة من حالات جديدة من متلازمة حساسية الاندروجين من طفرات جديدة طبيعية، والمعلومات الواردة أعلاه عن الاسرة غير قابل للتطبيق. راجع المقطع أعلاه للحصول على مزيد من التفاصيل الوراثية.

#### مذكرة عن التاريخ والمصطلحات
وجدت تقارير متوافقة بالإصابة الكاملة بمتلازمة حساسية الاندروجين يعود تاريخها إلى القرن 19، عندما كانت الخنوثة هي المصطلح فني في حالات ثنائي الجنس. في عام 1950، افترض لوسون ويلكنز أن هذة الحالة قد نتجت من قبل المقاومة لهرمون تستوستيرون ولكن لا يمكن قياس الهرمونات بسهولة، وحتى الكروموسومات كانت مجرد بداية ليكون مفهوما. اقترح موريس جي سي في عام 1953  فكرة تأنيث الخصية ، في عام 1963 كان المشتبه بهم الرئيسين فيزيولوجيا مصابين مقاومة حساسية الاندروجين كما كان متوقعا.العلاقة بالأشكال الجزئية تحققت في 1980s ، وبدأ الخلط أقل وأكثر شمولا مصطلح حساسية الاندروجين. في 1990s وبداية 2000s في، وجماعات الدفاع عن المرضى تؤيد أيضا التخلي عن مصطلح «تأنيث الخصية»، الذي يعتبر الآن غير دقيق، وكذلك يعتبر من المصطلحات البالية
في دراسة نتائج من واحدة من المؤسسات (مستشفى جونز هوبكنز) المتخصصة والخبيرة بهذة الحالات. 20 من النسوة البالغات ينظر إليهن في العيادة على مدى السنوات ال 40 الماضية مصابات بالحالة الكاملة من متلازمة حساسية الاندروجين، وافق 14 منهن على المشاركة في الاستبيان ودراسة لتقييم نتائج على المدى الطويل. غالبية النساء اتفقن مع تأخير لجراحة المهبل حتى سن المراهقة أو في وقت لاحق، وعرف كثيرات معلومات كافية عن تفاصيل حالاتهن. {24}

### متلازمة رايفنسستاين (نقص حساسية مستقبلات التستوستيرون)
طفرات مستقبل الاندروجين المرتبطة مع وحدة قياس درجة حرارة الاندروجين المناسبة، يمكن أن تؤدي إلي درجة مناسبة من الذكورة قبل الولادة والي وغموض واضح في الأعضاء التناسلية. من الأشكال التحليلية الخمسة من أشكال متلازمة حساسية الاندروجين الموصوفة هنا، هذا هو الوحيد المرجح أن يؤدّي إلى عدم التأكد من جنس الطفل عند الولادة، وفي الغالب الاعم يكون قد تم تشخيص ذلك في مرحلة الطفولة. التشخيص السريري ومشاكل الإدارة مشكلات شائعة في الكثير من الاضطرابات الخنثوية الاخري. تظهر الخصائص الجنسية الثانوية في كلا الجنسين عند البلوغ، بالرغم من عدم وجود خصوبة، حيث يتطلب النسيج مولد المني والخلايا النطفية دعما من الاندروجين، وكذلك موقع كيس الصفن. كمية شعر الجسم الأندروجيني ونمو الثدي ذات معدلات متغيرة.

#### مظاهر تبدو علي المواليد
على النحو الموصوف أعلاه، الخصيتين ذي الجين 46 س ص الجنين تنتج هرمون تستوستيرون و (أ ه م). في متلازمة رايفنسستاين (نقص حساسية مستقبلات التستوستيرون)، كما هو الحال في CAIS، PAIS، وحالة الذكور العادية، (ا م ه)يحبط نموالرحم وقناتي فالوب والمهبل العلوي. ولكن، خلافا CAIS و PAIS، جنين التستوستيرون له أثر كبير على الأعضاء التناسلية الخارجية، وتكوين القضيب أصغر من المعتاد ولكن أكبر من البظر نموذجي. طيات الشفر صفنية تقريبا لا تندمج تماما في منتصف فتحة الشرج، إنتاج كيس صغير للشرج يسمي ب المهبل الكاذب"". بدلا من أن تكون الوذرة (القضيب أو البظر)في رأس الإحليل، تظل مبال تحتاني فرجي كاذب (الاتجاه ينحرف 3درجات). الجلد الشفرصفني الذي يحيط بالمهبل الكاذب لا يزال أقل بروزا من الشفرين ويكون رقيقا بعض الشيء، ومتغضن، ويندمج فيها أكثر من كيس الصفن. تظل الخصيتان عادة في البطن ولكن أحيانا يمكن أن توجد في القناة الإربية. وتقليديا عرفت هذه الأعضاء التناسلية بالمهبل الكاذب الشفرصفني (PPSH) والذي يمكن ان يحدث في ظروف أخرى ثنائية الجنس.
المتغيرات التي تحدث في متلازمة رايفنستين تحدث مع حساسية هرمون التذكير أكثر أو أقل وتتوافق أقل أو أكثر مع أمراض الذكورة التناسلية. والقاسم المشترك هو أن بها ما يكفي من الغموضن، بحيق ليس من السهولة افتراض الوليد أنثي طبيعية، كما هو معتاد حساسية هرمون التذكير الكاملة CAIS أو الجزئية PAIS.
هذا والاختلاف الأكثر وضوحا، إلى حد ما في منتصف الطريق بين الذكور والإناث، مما يقود دائما الي الإحالة الي طبيب الغدد الصماء لدى الأطفال والتقييم الوراثي التشريحي، والهرموني الكامل.

#### قضايا تشخيصية
اشير الي تقييم غموض المواليد بمزيد من التفصيل في مقالة ثنائيي الجنس. ويتألف التقييم عادة من فحص ال، موجات فوق الصوتية للحوض لتحديد وجود أو عدم وجود الرحم والغدد التناسلية والنمط النووي وقياس هرمون التستوستيرون وDHT، وAMH، وواحدة أو أكثر من الستيرويدات الكظرية. وفي الاونة الأخيرة، أصبح تحليل مستقبلات الاندروجين متاحا.
متلازمة حساسية هرمون التذكير واحد من الأشكال الأكثر شيوعا لأمراض الذكور. وحتى بعد غياب الرحم والنمط النووي 46 س ص، أظهرت عددا من الحالات الاخري، بما في ذلك نقص تصبغ خلية بدء نشاط الذكور المنسلي، العديد من العيوب غير المألوفة من تركيبات هرمون التستوستيرون ونقص اختزال - 5α الذي يمكن ان ينتج تشريح أعضاء تناسلية متشابهة يجب استبعادها.
واحد أهم مظاهر تقييم متلازمة حساسية الاندروجين هي احتمال استجابة الأنسجة لهرمون التستوستيرون، حيث أن نموالقضيب وغيره من خصائص الجنس الثانوية للذكور في المستقبل تعتمد على ذلك. بعد حقة ن واحد أو أكثر من جرعة هرمون التستوستيرون تعطي للرضع ينمو قياس القضيب بشكل ملحوظ، وتزداد وتيرة الانتصاب على مدى الاسبوعين التاليين، بما يوحي (ولكن ليس بطريقة لا يشوبها خطأ) بالقدرة على تحقيق المزيد من النمو والذكورة في سن البلوغ.
بروتين (أبوليبو D، المشفر بواسطة الجينات منظمة هرمون التذكير في أعلي جلد الخلايا الليفية للاعضاء التناسلية) يمكن أن يستخدم في تقييم الوضع الاستنساخي لمستقبلات الاندروجين (AR) (أباري، أم، 2009) www.ncbi.nlm.nih.gov/pubmed/19330472

### الجوانب الإدارية
أول وأهم قرار للإدارة هو مهمة تحديد الجنس: هل سيكون الطفل صبي أم فتاة؟ وتعتمد المهمة جزئيا على توقع التطور المحتمل للبلوغ واحتمال استجابة القضيب لهرمون التستوستيرون والنتيجة المحتملة لمحاولات إعادة التصحيح بالعمليات الجراحية. صورة رايفنستين من متلازمة حساسية هرمون التذكير يمكن أن تشكل واحدة من أصعب قرارات مجموعات التحديات التي يمكن تصورها، حيث أن الآبا والأطباء في محاولة لاختيار الخيار«الأقل سوءا» من عدة خيارات غير مرغوب فيها.
- وعادة ما يتبع مهمة الذكر عملية جراحية واحدة أو أكثر في مرحلة الطفولة، يتم إجرائها عن طريق إخصائيي طب الأطفال والأمراض البولية لإصلاح فتحة العضو الذكري التي ليست في مكانها الطبيعي تماما، واغلاق الكيس الذي في الوسط، (إذا كان بالإمكان)، ووضع الخصيتين في كيس الصفن. في حالة المنسل، يتم إعادة تقييم الوضع والاستجابة المحتملة للتستوستيرون في حوالي سن 12. يمكن ازالة نسيج الثدي نسيج الثدي جراحيا في سن المراهقة، إذا كان كبيرا بدرجة مفرطة. يجب ازالة المنسل (الغدة التناسلية) إذا كان وضع كيس الصفن أمر مستحيل. الجرعة العالية من استبدال التيستوستيرون سيحقق الاسترجال في بعض الأحيان. ومن مزايا هذا الخيار، المستشهد به بصورة عامة من قبل الوالدين، هو الاتساق مع النمط النووي. أفاد مسح أجري على البالغين كبروا بهذا الأسلوب بأن جميع الحالات من الجنسين مرتاحين لنوع جنسهم عند الميلاد وللوظيفة الجنسية لاعضائهم التناسلية، ولكن العديد منهم غير راضي عن الحجم. {25}
- وعادة ما يعقب مهمة الانثى حالة استئصال القند في مرحلة الطفولة لمنع مزيد من الاسترجال، خاصة في سن البلوغ، وأحيانا عن طريق عملية جراحية لتوسيع فتحة المهبل وتقليل حجم البظر. يتم استبدال الاستروجين في سن البلوغ. وهذا له ميزة لأن حساسية النسيج في المستقبل لهرمون التستوستيرون ليس له علاقة بالفتاة. {26} طبعا قد ينطوي هذا على عمليات جراحية أقل من مهمة جراحة الذكر، ويمكن أن تنتج نتائج تجميلية أفضل، ولكن نسبة عالية من النساء مستحضرات التجميل، ولكن نسبة أعلى من النساء اللواتي فضلن التدخل الجراحي المبكر أصبن بضعف الإحساس الجنسي {27}
- وقد دعا خيار ثالث تم إقترحه في العقد الماضي من قبل البعض : لتعيين الجنس مبدئيا ذكرا أو أنثى ولكن تأجل الجراحة حتى يكون الطفل قادر على التوصل لهويته الجنسية الخاصة. والقصد من هذا النهج لجعل الامر أسهل للطفل فكي يرفض أو يأكد تعيينه بين الجنسين في مرحلة الطفولة من قبل الآباء والأطباءواختيار أو رفض جراحة. وبمجرد أالتواصل مع الطفل بوضوح حول هوية جنسه الخاص، من الأهمية أن يحترم كل من الوالدين والأطباء والمعالجين الذين يرعونه رغبته الخاصة. ولابد أن تتخذ جميع الخطوات التي ينبغي أن تحترم الحس الذاتي الخاص بالطفل من قبل للوصول إلى جميع خدمات الرعاية الصحية اللازمة لتسهيل الحياة الجنسية للطفل التي تعتبر الأكثر ملاءمة له. من جانب كثيرين يعتبر الدفاع عن المرضى والمجتمعات المحلية الخاصة بثنائيي الجنس هو الخيار الأفضل، إذ يعتقد أنه لا ضرورة لها لتفادي الصدمات أثناء وبعد سن البلوغ نتيجة التضارب بين الجنسين على هويتهم الخاصة والمحال الجنس جراحيا.

على مدى السنوات الماضية 40-50، الطريق الآخر، إجراء المرأة الجراحة في الطفولة، كان بالطبع في معظم الأحيان التي اختارها الآباء والأطباء، وأخطار هذه الخيار هي معروفة ومنتشرة. منذ عام 1997، وتزيد شعبية إجراء الذكور الجراحة في وقت مبكر في، ويتبع في بعض الأحيان الخيار الثالث وهو تأخير العملية الجراحية. ومزايا وعيوب هذا المسار أصبح واضحا على مدى العقدين المقبلين. راجع مقالة ثنائيي الجنس لمزيد من التفاصيل عن مهمة إدارية هذا التحول.

#### آخر ما ذكر بشأن التاريخ والمصطلحات
يمكن إلى الحد الذي يمكن أن نطلق فيه علي متلازمة رايفنسستاين متلازمة حساسية الاندروجين «الأكثر جزئية»، ولكن في عام 1947عندما وصفت متلازمة رايفنستين مظاهر لمتلازمة جديدة «قصور الغدد التناسلية الوراثي للذكور»، ولم يكن معروفا وقتها أن هذا الحالة ترجع إلى مستقبلات الاندروجين غير الطبيعية، وذات العلاقة بحالة تأنيث أو CAIS أو PAIS. وهي حالة ثنائيي الجنس الوراثية التي وصفها، كل من، لوبس وجيلبيرت ودريفوس وروزووتر ووالكر واخرون، التي تعتبر الآن متغيرات من متلازمة رايفنستاين من متلازمة حساسية الاندروجين.

### متلازمة عقم الذكور
اكتشفت أيضا طفرات مستقبلات الاندروجين في رجال مع وجود الأعضاء التناسلية الداخلية والخارجية العادية، ولكن مع فقد النطاف، نظرا لعدم وجود السائل المنوي. شعر الجسم أندروجيني طبيعي، ونمو الثدي بشكل كامل غير معتاد. بعضهم لديه مستويات عالية من هرمون التستوستيرون ومستويات الهرمون اللوتين، ولكن هذه نواحي ليست ثابتة. وتشير العديد من الدراسات الاستقصائية الي أن طفرات مستقبلات الاندروجين يمكن ان توجد في 30-40 ٪ من الرجال المصابين بالعقم بسبب عدم وضوح أو فقدالنطاف. متلازمة حساسية الاندروجين قد توضح أيضا معظم الحالات النادرة من أحد أشكال العقم عند الذكور، متلازمة ديل كاستيلو أو متلازمة خلايا سيرتولي فقط.

### متلازمة خصوبة الذكور (متلازمة حساسية الاندروجين المعتدلة)
بعض طفرات مستقبلات الخلية AR منخفضة التحسس وتسبب مشكلة نقص الخصوبة الخفيف. وعادة يكون لمثل هؤلاء الرجال شكل الأعضاء التناسلية الداخلية والخارجية الطبيعي، ولكن غالبا ما يكون القضيب صغير. وقد يتضاءل شعر الجسم الاندروجيني بنسبة أكبر من نسبة الاقارب غير المصابين. ولربما يقل حجم القذف، على الرغم من الكثافة الطبيعية للحيوانات المنوية. وقد تم الإبلاغ عن حالات قليلة من هذه الحالات المختلفة لمتلازمة حساسية الاندروجين، ولكن على عكس الأنماط الظاهرية المذكورة سابقا، فإن العديد من هؤلاء الرجال يتمتعون بالخصوبة. ويمكن أيضا لمثل هولاء الافراد الذين يعانون من مثل هذه الحالات ان يحدث لهم تثدي خلال فترة البلوغ.

### متلازمة ضمور العمود الفقري الشوكي الصلبي المرتبط بالجنس.
مرض الكينيدي هو متلازمة ضمور العضلات الصلبية والحبل الشوكي المرتبطة بطفرات مستقبلات الاندروجين. وعلى غرار غيره من أشكال متلازمة حساسية الاندروجين المذكورة أعلاه، فهو يؤثر فقط على الذكور.
وعندما وصفت الأمراض العصبية العضلية لأول مرة في عام 1968، أبلغ عن ذلك العديد من الأشخاص من أصل وطبيعة واحدة. تتراوح أعمار الذكورر المتضررين من مرحلة المراهقة، إلى سن الشيخوخة، ولكن الأكثر شيوعا هو تواجدها في وسط حياة البالغين. وتشمل المؤشرات الأولية غالبا علي ضعف عضلات اللسان والفم، والارتجاف الحزمي، الزيادة التدريجية في ضعف اطراف العضلات القريبة. وفي بعض الحالات، بدأ استنفاذ العضلات السابق لأوانه في سن المراهقة. الإدارة العصبية والعضلية مدعومة، ويتطور المرض ببطء شديد، وغالبا لا يؤدي إلى العجز الشديد.
تتغير مظاهر الغدد الصماء في هذا الاضطراب، ونادرا ما تشمل ضعف استرجال الأعضاء التناسلية الداخلية أو الخارجية. وفي الأغلبية الاعم اقتصرت مظاهر حساسية الاندروجين المعدلة، على تغيير مستمر للمراهقين من التثدي المبالغ وارتفاع طفيف للهرمون اللوتيني والتستوستيرون ومستويات استراديول المميزة لأشكال أخرى من متلازمة حساسية الاندروجين. وبعبارة أخرى، معظم المصابين بمرض كينيدي هم نسبيا رجال طبيعيون س ص مع خصوبة طبيعية واسترجال عادي أو في أدني حد.
أبلغ عن مميزات طفرات مستقبلات الخلايا في مرض كينيدي في عام 1991، وتشمل تكاثر تكرار C A G في أول اكسون (سلسلة نيكلوتيد تحمل التشفير) الآلية التي يسبب بها هذا النوع من الطفرات العديد من الأمراض العصبية والعضلية، في ظل عدم وجود حساسية كاملة، ليست مفهومة حتى الآن.

## الوصلات الخارجية
المعلومات
- androgen على جين تيستز التابع لمعاهد الصحة الوطنية الأمريكية/جامعة واشنطن
- والدين أستراليين / كتيب المريض في الحالة الكاملة لمتلازمة حساسية الاندروجين CAIS
- سر جنسي، مادة أخبارية
- النساء اللواتي لديهن الحمض النووي للرجال، كلهن نساء مادة أخبارية في ABCnews.com

مجموعات المرضى
- مجموعة دعم متلازمة حساسية الاندروجين AISSG (المملكة المتحدة ودوليا)
- مجموعة دعم متلازمة حساسية الاندروجين (الولايات المتحدة)
- فريق دعم متلازمة حساسية الاندروجين (أستراليا)[وصلة مكسورة]
- منتديات ثنائيي الجنس (الولايات المتحدة ودوليا)

قالب:X-linked disorders